# El diosero
El diosero es una colección de cuentos escrita por Francisco Rojas González, publicada en 1952 por el Fondo de Cultura Económica en la colección Letras mexicanas. Cuatro cuentos del libro se adaptaron al cine en la película Raíces dirigida por Benito Alazraki y producida por Manuel Barbachano Ponce en 1953. 
La trama general de los cuentos se centra en los pueblos indígenas de diversas regiones de México, sus formas de vida, su sincretismo y sus costumbres. Generalmente dejando en claro la precariedad de sus vidas, o la sencillez en la que viven.

## Cuentos
Todos los cuentos se ambientan en algún pueblo indígena.
- Los novios: un pequeño adolescente tzeltal de Bachajón, Chiapas que quiere casarse con otra muchacha del pueblo.
- Las Vacas de Quiviquinta: una pareja cora de Quiviquinta, Nayarit, tiene un hijo y no tienen ni comida ni dinero en tiempos de sequía, así que deciden vender la única vaca que les queda para alimentar a su bebé. Entonces una pareja de Tepic llega y ofrece a la mujer trabajo como nodriza para su hijo.
- Hículi Hualula: en la pequeña localidad de Tezompan, en Colotlán, Jalisco, un etnólogo estudia las costumbres de los huicholes. Durante un funeral escucha que un anciano dice Hículi Hualula, inmediatamente se da cuenta de que es un tema tabú lo que despierta más su interés. El tío, le dicen en el pueblo y nadie quiere contarle y lo único que logró saber fue lo que el párroco le dijo, «Tío le dicen, porque lo suponen hermano de Tata Dios». Hasta que el maestro del pueblo, que estudió en La casa del estudiante indígena, decide por fin contarle un poco más. Es entonces cuando se entera de que "el tío" era el peyote. Finalmente y tras muchos percances cuando el etnólogo llegó a México no había llegado el Tío por correo, el maestro se había ido del pueblo y el párroco le recomendó no regresar jamás. Entonces, quedándose con la duda sobre el tío, tuvo un accidente y escuchó que una señora en el lugar dijo: el tío no perdona, no olvida.
- El cenzontle y la vereda: una científica decide estudiar en una población indígena y al pasar un avión ve que esa población se asusta y se esconde.
- La parábola del joven tuerto: en un pueblo de Yucatán, vive un niño con su madre. Él es tuerto y por muchos años no había prestado demasiada atención a su condición hasta que un día pasó por la escuela y los niños se burlaron de él. Después de sufrir mucho tiempo y que su madre acudiera incluso a un brujo, decidieron ir al santuario de la virgen de San Juan para pedirle un milagro. El último día de su peregrinación en el santuario la varilla de un cohete lo hizo perder el otro ojo con lo que su madre agradeció el milagro que les había concedido la virgen, él no lo entendía y después su madre lo hizo ver lo que pasaba: él ya no era tuerto, era feo."
- La venganza de Carlos Mango
- Nuestra Señora de Nequetejé: después de que una antropóloga decide estudiar a la población de indígenas, el posterior nombramiento del niño por parte del padre que le pone Damián Bicicleta, porque esa había sido la «tona» (espíritu guardián) que primero fue a saludarlo y dejó su huella. Siendo la bicicleta del doctor que había ido a supervisar el parto.
- La cabra en dos patas
- El diosero: un etnólogo está de paso en la casa de un lacandón y de pronto se suelta una tormenta.
- Los diez responsos: se ambienta en Ixmiquilpan, Hidalgo. Plácido Santiago apareció muerto.
- La plaza de Xoxocotla
- La triste historia de «pascola» Cenobio: el «pascola» Cenobio era un danzante de una tribu yaqui que tras enamorarse decide casarse. Para no tener que depender del dinero de su suegro decide dejar de danzar por unos pocos pesos, y empezar a ganar más dinero trabajando. Pero en su búsqueda de dinero para la boda, sirve de guía a unos yoris (hombres blancos) para ir en búsqueda de minerales. Tras esto, todos en el pueblo hablan mal de él, le dicen yoreme (el que sirve a los hombres blancos).

## Temas
El libro abarca muchos temas sociales relacionados con los indígenas mexicanos, sobre todo en la manera en que vivían en aquel entonces. Dado que Francisco Rojas González era etnólogo, tenía muchos conocimientos sobre los diversos temas que aborda en los cuentos.